# 헤더 밀스
헤더 앤 밀스(영어: Heather Anne Mills, 1968년 1월 12일 ~ )는 영국의 전직 모델이자 사업가이다.
밀스는 그녀가 모델로 활동하던 1993년에 대중의 관심을 끌었고 런던에서 경찰 오토바이와 교통 충돌에 휘말렸다. 이 사고로 왼쪽 다리가 무릎 아래로 절단되는 결과를 낳았지만, 그녀는 계속해서 의족을 사용하여 모델로 활동했고 나중에 그녀의 이야기를 타블로이드 신문인 뉴스 오브 더 월드에 팔았다.
그녀는 폴 매카트니와 2000년에 교제를 시작했다. 밀스는 2002년 6월에 결혼했고 2003년 10월 28일에 딸 베아트리체 밀리 매카트니를 낳았다. 그들은 2006년에 헤어졌고 2008년에 이혼을 마쳤다.
매카트니와 결혼한 후, 밀스는 동물 권리 옹호에 참여하게 되었고, 2012년 현재 비바!(Viva! International Voice for Animals)와 채식주의자 및 비건 재단의 후원자이다. 그녀는 또한 사지가 없는 협회의 부회장이다.